# Koffi Olomide
Antoine Agbepa Mumba - alias Koffi Olomide - ur. 13 sierpnia 1956 r. w Kinszasie (Kongo) - piosenkarz. 
Karierę muzyczną rozpoczynał w Paryżu, gdzie studiował. W 1978 wyjechał do Kinszasy, tam też dokonał pierwszych nagrań, zaś swoją pierwszą profesjonalną płytę Ngounda nagrał w 1983 roku. Jego album Koweït Rive Gauche z 1992 roku znalazł się na liście: 1001 albumów, które musisz usłyszeć przed śmiercią. Współpracował z popularnym afrykańskim muzykiem Papa Wemba. 

## Dyskografia
- Ba la joie  (1978)
- Ngounda (1983)
- Lady bo (1984)
- Diva (1985)
- Ngobila (1986)
- The Top (1987)
- Henriquet (1988)
- Elle et Moi (album) (1989)
- Tcha Tcho  (1990)
- Les prisonniers dorment (1990)
- Golden Star Dans Stephie (1991)
- Koweït Rive Gauche (1992)
- Pas De Faux Pas (1992) wspólnie z Quartier Latin
- Noblesse Oblige (1993)
- Magie (1994) wspólnie z Quartier Latin
- V12 (1995)
- Wake Up (1996) wspólnie z Papa Wemba
- Ultimatum (1997) wspólnie z Quartier Latin
- Loi  (1997)
- Droit de Veto (1998) wspólnie z Quartier Latin
- Attentat (album) (1999)
- Force de Frappe (2000) wspólnie z Quartier Latin
- Effrakata (2001)
- Affaire d'État (2003) wspólnie z Quartier Latin
- Monde Arabe (2004)
- Boma Nga N'elengi (2005)
- Danger de mort(2006) wspólnie z Quartier Latin
- Swi Chocolat Chaud (2006)
- Bord Ezanga Kombo (2008)
- Mandramanda (2009)
- Ekafela (2010-2011)